# Пол Верховен
Пол Верховен (на нидерландски: Paul Verhoeven; МФА: [ˈpʌul vərˈɦuvə(n)]) е нидерландски режисьор, сценарист и филмов продуцент, носител на награда „Сатурн“ и номиниран за награда на БАФТА, „Еми“ и три награди „Хюго“. Известни филми режисирани от него са „Робокоп“, „Зов за завръщане“, „Първичен инстинкт“, „Звездни рейнджъри“, „Човек без сянка“, „Черната книга“ и други.

## Биография
Пол Верховен е роден на 18 юли 1938 г. в Амстердам, Нидерландия. Интереса му към киното започва докато следва в Лайденския университет. Верховен се дипломира през 1964 г. с докторат по физика и математика. В този период заснема и първите си късометражни филми.
През 1967 г. се жени за Мартин Турс. Пол и Мартин имат две деца.

## Кариера
Верховен е работил както в Нидерландия, така и в Съединените щати. Драматичните и научнофантастичните му филми са известни със сцените на открито насилие и секс. Сред най-популярните сред тях са „Робокоп“ (1987), „Зов за завръщане“ (1990), „Първичен инстинкт“ (1992) и „Звездни рейнджъри“ (1997).

## Избрана филмография
- „Нещо сладко“ („Turks fruit“, 1973)
- „Робокоп“ („RoboCop“, 1987)
- „Зов за завръщане“ („Total Recall“, 1990)
- „Първичен инстинкт“ („Basic Instinct“, 1992)
- „Звездни рейнджъри“ („Starship Troopers“, 1997)
- „Тя“ („Elle“, 2016)